# Museo delle carrozze di Trani
Il museo delle carrozze di Trani è stato un museo di Trani dedicato alle carrozze, ospitato all'interno del settecentesco Palazzo Antonacci e originato da una collezione privata dei duchi Telesio di Toritto.
Dal 1956 al 1992 ha esposto tra le 32 e le 34 carrozze di vari modelli (da mattino e da sera, da dama, da caccia, da viaggio, diligenze, calessi, landaux), divise da cocchiere, finimenti per cavalli – che testimoniamo lo stile di vita signorile e le qualità artigianali dell'epoca in cui sono state prodotte, ossia tra la metà del XVIII secolo e l'inizio del XIX secolo – nonché stampe d'epoca.
Nel 1992 l'esposizione è stata formalmente chiusa al pubblico. Nel luglio 2023 è stata resa nota la chiusura definitiva del museo, con il trasferimento di gran parte della collezione (29 pezzi) in favore del castello di Copertino.